# Llista d'asteroides/199901-200000
| Nom      | Designació provisional | Data de descobriment | Lloc de descobriment | Descobridor/s          |
| -------- | ---------------------- | -------------------- | -------------------- | ---------------------- |
| 199901 - | 2007 GG5               | 12 d'abril de 2007   | Bergisch Gladbach    | W. Bickel              |
| 199902 - | 2007 GC9               | 7 d'abril de 2007    | Catalina             | CSS                    |
| 199903 - | 2007 GO14              | 11 d'abril de 2007   | Kitt Peak            | Spacewatch             |
| 199904 - | 2007 GW14              | 11 d'abril de 2007   | Catalina             | CSS                    |
| 199905 - | 2007 GN16              | 11 d'abril de 2007   | Kitt Peak            | Spacewatch             |
| 199906 - | 2007 GS16              | 11 d'abril de 2007   | Kitt Peak            | Spacewatch             |
| 199907 - | 2007 GB17              | 11 d'abril de 2007   | Kitt Peak            | Spacewatch             |
| 199908 - | 2007 GK17              | 11 d'abril de 2007   | Kitt Peak            | Spacewatch             |
| 199909 - | 2007 GY18              | 11 d'abril de 2007   | Kitt Peak            | Spacewatch             |
| 199910 - | 2007 GM19              | 11 d'abril de 2007   | Kitt Peak            | Spacewatch             |
| 199911 - | 2007 GH20              | 11 d'abril de 2007   | Kitt Peak            | Spacewatch             |
| 199912 - | 2007 GO21              | 11 d'abril de 2007   | Mount Lemmon         | Mount Lemmon Survey    |
| 199913 - | 2007 GO22              | 11 d'abril de 2007   | Mount Lemmon         | Mount Lemmon Survey    |
| 199914 - | 2007 GW22              | 11 d'abril de 2007   | Mount Lemmon         | Mount Lemmon Survey    |
| 199915 - | 2007 GC23              | 11 d'abril de 2007   | Mount Lemmon         | Mount Lemmon Survey    |
| 199916 - | 2007 GN23              | 11 d'abril de 2007   | Kitt Peak            | Spacewatch             |
| 199917 - | 2007 GL26              | 14 d'abril de 2007   | Kitt Peak            | Spacewatch             |
| 199918 - | 2007 GO26              | 14 d'abril de 2007   | Kitt Peak            | Spacewatch             |
| 199919 - | 2007 GJ27              | 14 d'abril de 2007   | Kitt Peak            | Spacewatch             |
| 199920 - | 2007 GC28              | 15 d'abril de 2007   | Kitt Peak            | Spacewatch             |
| 199921 - | 2007 GS29              | 12 d'abril de 2007   | Siding Spring        | SSS                    |
| 199922 - | 2007 GX31              | 11 d'abril de 2007   | Siding Spring        | SSS                    |
| 199923 - | 2007 GU33              | 11 d'abril de 2007   | Mount Lemmon         | Mount Lemmon Survey    |
| 199924 - | 2007 GC34              | 13 d'abril de 2007   | Siding Spring        | SSS                    |
| 199925 - | 2007 GZ35              | 14 d'abril de 2007   | Kitt Peak            | Spacewatch             |
| 199926 - | 2007 GG36              | 14 d'abril de 2007   | Kitt Peak            | Spacewatch             |
| 199927 - | 2007 GO36              | 14 d'abril de 2007   | Kitt Peak            | Spacewatch             |
| 199928 - | 2007 GB37              | 14 d'abril de 2007   | Kitt Peak            | Spacewatch             |
| 199929 - | 2007 GG37              | 14 d'abril de 2007   | Kitt Peak            | Spacewatch             |
| 199930 - | 2007 GA39              | 14 d'abril de 2007   | Kitt Peak            | Spacewatch             |
| 199931 - | 2007 GJ40              | 14 d'abril de 2007   | Kitt Peak            | Spacewatch             |
| 199932 - | 2007 GL40              | 14 d'abril de 2007   | Kitt Peak            | Spacewatch             |
| 199933 - | 2007 GV40              | 14 d'abril de 2007   | Kitt Peak            | Spacewatch             |
| 199934 - | 2007 GR45              | 14 d'abril de 2007   | Kitt Peak            | Spacewatch             |
| 199935 - | 2007 GB48              | 14 d'abril de 2007   | Kitt Peak            | Spacewatch             |
| 199936 - | 2007 GO49              | 15 d'abril de 2007   | Kitt Peak            | Spacewatch             |
| 199937 - | 2007 GU49              | 15 d'abril de 2007   | Socorro              | LINEAR                 |
| 199938 - | 2007 GD51              | 15 d'abril de 2007   | Kitt Peak            | Spacewatch             |
| 199939 - | 2007 GU51              | 15 d'abril de 2007   | Kitt Peak            | Spacewatch             |
| 199940 - | 2007 GD59              | 15 d'abril de 2007   | Kitt Peak            | Spacewatch             |
| 199941 - | 2007 GD61              | 15 d'abril de 2007   | Kitt Peak            | Spacewatch             |
| 199942 - | 2007 GQ65              | 15 d'abril de 2007   | Kitt Peak            | Spacewatch             |
| 199943 - | 2007 GO67              | 15 d'abril de 2007   | Kitt Peak            | Spacewatch             |
| 199944 - | 2007 GM73              | 15 d'abril de 2007   | Catalina             | CSS                    |
| 199945 - | 2007 GC75              | 14 d'abril de 2007   | Kitt Peak            | Spacewatch             |
| 199946 - | 2007 HE2               | 16 d'abril de 2007   | Mount Lemmon         | Mount Lemmon Survey    |
| 199947 - | 2007 HR7               | 16 d'abril de 2007   | XuYi                 | PMO NEO Survey Program |
| 199948 - | 2007 HK9               | 18 d'abril de 2007   | Kitt Peak            | Spacewatch             |
| 199949 - | 2007 HR15              | 21 d'abril de 2007   | Pises                | Pises                  |
| 199950 - | 2007 HK16              | 16 d'abril de 2007   | Antares              | Antares Observatory    |
| 199951 - | 2007 HE24              | 18 d'abril de 2007   | Socorro              | LINEAR                 |
| 199952 - | 2007 HZ25              | 18 d'abril de 2007   | Kitt Peak            | Spacewatch             |
| 199953 - | 2007 HK28              | 18 d'abril de 2007   | XuYi                 | PMO NEO Survey Program |
| 199954 - | 2007 HP28              | 19 d'abril de 2007   | Mount Lemmon         | Mount Lemmon Survey    |
| 199955 - | 2007 HD30              | 19 d'abril de 2007   | Mount Lemmon         | Mount Lemmon Survey    |
| 199956 - | 2007 HK35              | 19 d'abril de 2007   | Kitt Peak            | Spacewatch             |
| 199957 - | 2007 HA38              | 20 d'abril de 2007   | Kitt Peak            | Spacewatch             |
| 199958 - | 2007 HT41              | 20 d'abril de 2007   | Kitt Peak            | Spacewatch             |
| 199959 - | 2007 HJ44              | 23 d'abril de 2007   | Tiki                 | S. F. Hönig, N. Teamo  |
| 199960 - | 2007 HZ47              | 20 d'abril de 2007   | Kitt Peak            | Spacewatch             |
| 199961 - | 2007 HF48              | 20 d'abril de 2007   | Kitt Peak            | Spacewatch             |
| 199962 - | 2007 HB50              | 20 d'abril de 2007   | Kitt Peak            | Spacewatch             |
| 199963 - | 2007 HD52              | 20 d'abril de 2007   | Kitt Peak            | Spacewatch             |
| 199964 - | 2007 HQ53              | 20 d'abril de 2007   | Lulin Observatory    | LUSS                   |
| 199965 - | 2007 HG65              | 22 d'abril de 2007   | Catalina             | CSS                    |
| 199966 - | 2007 HL65              | 22 d'abril de 2007   | Catalina             | CSS                    |
| 199967 - | 2007 HG67              | 23 d'abril de 2007   | Kitt Peak            | Spacewatch             |
| 199968 - | 2007 HE68              | 23 d'abril de 2007   | Kitt Peak            | Spacewatch             |
| 199969 - | 2007 HV72              | 22 d'abril de 2007   | Kitt Peak            | Spacewatch             |
| 199970 - | 2007 HE75              | 22 d'abril de 2007   | Kitt Peak            | Spacewatch             |
| 199971 - | 2007 HA76              | 22 d'abril de 2007   | Kitt Peak            | Spacewatch             |
| 199972 - | 2007 HC84              | 27 d'abril de 2007   | Kitt Peak            | Spacewatch             |
| 199973 - | 2007 HX85              | 24 d'abril de 2007   | Kitt Peak            | Spacewatch             |
| 199974 - | 2007 HY89              | 19 d'abril de 2007   | Mount Lemmon         | Mount Lemmon Survey    |
| 199975 - | 2007 HG90              | 20 d'abril de 2007   | Kitt Peak            | Spacewatch             |
| 199976 - | 2007 JR                | 7 de maig de 2007    | Mount Lemmon         | Mount Lemmon Survey    |
| 199977 - | 2007 JB1               | 7 de maig de 2007    | Kitt Peak            | Spacewatch             |
| 199978 - | 2007 JZ1               | 7 de maig de 2007    | Catalina             | CSS                    |
| 199979 - | 2007 JS4               | 7 de maig de 2007    | Catalina             | CSS                    |
| 199980 - | 2007 JN5               | 9 de maig de 2007    | Mount Lemmon         | Mount Lemmon Survey    |
| 199981 - | 2007 JQ12              | 7 de maig de 2007    | Catalina             | CSS                    |
| 199982 - | 2007 JG13              | 8 de maig de 2007    | Anderson Mesa        | LONEOS                 |
| 199983 - | 2007 JJ13              | 8 de maig de 2007    | Lulin Observatory    | LUSS                   |
| 199984 - | 2007 JP16              | 7 de maig de 2007    | Kitt Peak            | Spacewatch             |
| 199985 - | 2007 JG17              | 7 de maig de 2007    | Kitt Peak            | Spacewatch             |
| 199986 - | 2007 JD21              | 9 de maig de 2007    | Andrushivka          | Andrushivka            |
| 199987 - | 2007 JL21              | 12 de maig de 2007   | Tiki                 | S. F. Hönig, N. Teamo  |
| 199988 - | 2007 JM21              | 12 de maig de 2007   | Tiki                 | S. F. Hönig, N. Teamo  |
| 199989 - | 2007 JK23              | 7 de maig de 2007    | Catalina             | CSS                    |
| 199990 - | 2007 JT23              | 8 de maig de 2007    | Anderson Mesa        | LONEOS                 |
| 199991 - | 2007 JX24              | 9 de maig de 2007    | Mount Lemmon         | Mount Lemmon Survey    |
| 199992 - | 2007 JW25              | 9 de maig de 2007    | Kitt Peak            | Spacewatch             |
| 199993 - | 2007 JP27              | 9 de maig de 2007    | Kitt Peak            | Spacewatch             |
| 199994 - | 2007 JJ29              | 10 de maig de 2007   | Mount Lemmon         | Mount Lemmon Survey    |
| 199995 - | 2007 JV33              | 12 de maig de 2007   | Mount Lemmon         | Mount Lemmon Survey    |
| 199996 - | 2007 JA34              | 9 de maig de 2007    | Mount Lemmon         | Mount Lemmon Survey    |
| 199997 - | 2007 JB36              | 11 de maig de 2007   | Catalina             | CSS                    |
| 199998 - | 2007 JU39              | 11 de maig de 2007   | Siding Spring        | SSS                    |
| 199999 - | 2007 JZ39              | 12 de maig de 2007   | Mount Lemmon         | Mount Lemmon Survey    |
| 200000 - | 2007 JT40              | 12 de maig de 2007   | Mount Lemmon         | Mount Lemmon Survey    |